# Porky's Hired Hand
Porky's Hired Hand est un cartoon, réalisé par Friz Freleng et sorti en 1940, qui met en scène Porky Pig.